# 舍佩爾 (紐約州村)
舍佩爾（英語：Schroeppel）是一個位於美國紐約州奧斯威戈縣的鎮。

## 人口
根據2020年美國人口普查的數據，舍佩爾的面積為111.88平方千米，當中陸地面積為109.30平方千米，而水域面積為2.58平方千米。當地共有人口7969人，而人口密度為每平方千米71人。